# Moritz Stern
Pour les articles homonymes, voir Stern.
Moritz Abraham Stern, né le 29 juin 1807 à Francfort (Principauté d'Aschaffenbourg) et mort le 30 janvier 1894 à Zurich (Suisse), est un mathématicien prussien.

## Biographie

### Études
À l'automne 1826, Stern entre à l'université de Heidelberg où il étudie les mathématiques sous la direction de Carl Friedrich Gauss et Bernhard Friedrich Thibaut (de). Il suit aussi des cours de physique et de chimie, ainsi que de langues anciennes dans la classe de Karl Otfried Müller. 
Le 13 janvier 1829, il réussit son examen de doctorat avec la plus haute mention devant un jury présidé par Gauss, Thibaut n'ayant pu être présent en raison de problèmes de santé. Il obtient son habilitation universitaire et devient privat-docent grâce sa thèse intitulée Observationum in fractiones continuas specimen (Observation d'exemples de fractions continues), remise le 5 mars 1829 et présentée le 17 août 1829 à Göttingen.

### Carrière
En 1838, Stern reçoit le prix de la société danoise des sciences pour ses travaux sur les équations transcendantes (Über die Auflösung der transcendenten Gleichungen). En dépit de lois antisémites qui interdisent aux juifs l'accès à certains postes dans les États de la confédération germanique, il accède au titre de professeur le 14 septembre 1848. Parmi ses étudiants se trouvent notamment Bernhard Riemann et Gotthold Eisenstein ; c'est avec l'aide de Stern que ce dernier parvient à établir sa preuve de la loi de réciprocité quadratique.
Stern succède à Gauss sur la chaire universitaire de mathématiques de l'université de Göttingen le 30 juillet 1859 et prête serment en même temps que Riemann. Cette année-là, il devient aussi membre de l'académie bavaroise des sciences.
Dans les dernières années de sa vie, il rejoint son fils, l'historien Alfred Stern à Berne dès 1884 puis à Zurich de 1887 à sa mort, le 30 janvier 1894.
Stern n'a pas été un mathématicien exceptionnel et n'a fondé aucune école. Il a néanmoins laissé son nom à la postérité à travers une rue de Göttingen, l'arbre de Stern-Brocot, un arbre binaire de recherche qui contient tous les rationnels strictement positifs, et une classe de nombres premiers, les nombres premiers de Stern.

## Sélection de publications
- Theorie der Kettenbrüche und ihre Andwendung (Théorie des fractions continues et leur utilisation), 1834, publié d'abord en 6 articles dans les vol. 10, 1833 et vol. 11, 1834 du Journal für die reine und angewandte Mathematik
- « Zur Theorie der Kettenbrüche », vol. 18 du même journal, 1838, p. 69-74